# Tony Gonzalez
Pour les articles homonymes, voir Gonzalez.
Pro Football Hall of Fame 2019
(en) Statistiques sur pro-football-reference
Anthony David « Tony » Gonzalez est un joueur américain de football américain, né le 27 février 1976 à Torrance (Californie), qui évolue au poste de tight end. Il joue dans les rangs universitaires des Golden Bears de la Californie au sein de l'Université de Californie, et est drafté en 1997 par les Chiefs de Kansas City au premier tour. Il finit sa carrière au sein des Falcons d'Atlanta.
Totalisant 14 sélections pour le Pro Bowl, il détient en date de sa retraite les records NFL de touchdowns marqués en réception (111) et de yards gagnés en réception (15 127) pour un tight end. Il est connu pour sa longévité, comme le témoigne l'absence en un seul match sur une carrière de seize ans. Depuis le début de la saison 2000, il comptabilise 1 145 réceptions pour un seul fumble, faisant de lui un des joueurs les plus fiables au jeu à la main.

## Biographie

### Sa jeunesse
Tony Gonzalez est né en Californie et est élevé par sa seule mère. Selon un article de Sports Illustrated, il provient d'une famille aux origines nombreuses et variées: son père possède des descendants cap-verdiens, jamaïcains et écossais, alors que sa mère revendique des origines afro-américaines, caucasiennes, cubaines et amérindiennes. Il intègre la Huntington Beach High School d'Huntington Beach en Californie, où il joue au football américain, au baseball et au basket-ball.
En tant que senior de football américain, il réceptionne 62 passes pour 945 yards et marque 13 touchdowns. Il intègre une sélection All-America en tant que tight end et linebacker. Au basket-ball, il fut nommé MVP de la Sunset League avec une moyenne de 26 points par match.
À l'issue de sa dernière année, Gonzalez partage le titre de Orange County High School Athlete of the Year avec Tiger Woods.

### Carrière universitaire
Gonzalez choisit d'intégrer l'Université de Californie à Berkeley où il se spécialise en communication, tout en jouant à la fois au football américain et au basket-ball. En tant que membre des Golden Bears de la Californie, il joue en tant que tight end sous la direction du futur entraîneur de NFL Steve Mariucci. Il fait aussi partie des sélections Pacific-10 Conference et All-America.
Dans le même temps, il poursuivit sa carrière de basketteur. La première année, il joue 28 matchs, avec une moyenne de 6,8 points et 5,4 rebonds par match ; en cette année 1997, il fait partie avec les Golden Bears des 16 meilleures équipes du championnat NCAA.
Gonzalez doit alors faire un choix entre ces deux sports. Son choix se porte finalement sur le football américain, et se prépare pour la draft de la NFL.

### Carrière professionnelle

#### Draft
Gonzalez est désigné comme l'un des meilleurs tight end de la draft 1997 de la National Football League, alors que les prédictions le voient faire partie des quinze premiers sélectionnés. Les Chiefs de Kansas City échangent alors leur 18e choix de draft contre le 13e des Oilers pour pouvoir sélectionner Gonzalez.

#### Chiefs de Kansas City

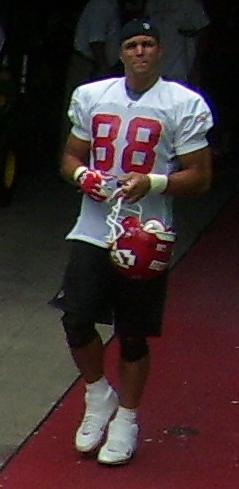
Gonzalez lors du camp d'entrainement des Chiefs de 2008.

Gonzalez commence sa carrière en 1997. Il achève sa première saison en tant que débutant avec 33 réceptions, deux touchdowns et un punt bloqué, aidant ainsi les Chiefs à finir leur saison avec le record de l'American Football Conference (AFC). Durant la saison 1998, Gonzalez vit ses performances grimper avec 59 réceptions pour 621 yards parcourus, et marqua aussi deux touchdowns après réception de passe pour la deuxième année consécutive.
L'année 1999 voit Gonzalez s'améliorer avec 76 passes attrapées pour 849 yards et 11 touchdowns à la réception, qui lui permettent alors de décrocher sa première sélection pour le Pro Bowl. De 2000 à 2006, il est le tight end le plus productif de NFL. Pendant ce laps de temps, ses statistiques sont en moyenne par saison de 79 réceptions, 968 yards et 6,5 touchdowns, et il participe à chaque édition du Pro Bowl. Sa saison la plus prolifique vient en 2004, durant laquelle il bat un record de NFL (pour un tight end) avec 102 passes pour 1 258 yards, agrémentés de 7 touchdowns; ce record de passes réceptionnées restera inviolé jusqu'en 2012 où il sera dépassé par Jason Witten.
À partir de 2006, Gonzalez commence à se rapprocher de nombreux autres records de ligue et d'équipe. Cette même année, il dépasse les records du wide receiver Otis Taylor du nombre de yards parcourus à la réception et de touchdowns marqués par un membre des Chiefs, ainsi que celui du running back Priest Holmes du nombre de yards gagnés par l'équipe sur un engagement.
En 2007, Gonzalez reste productif malgré le jeu appauvri proposé par l'attaque des Chiefs. Alors que ces derniers ont fini parmi les pires attaques de la saison, Gonzalez a surpassé le reste de son équipe ainsi que le reste des tight ends de NFL, avec 99 réceptions, 1 172 yards à la réception, et une neuvième nomination pour le Pro Bowl.
Le 14 octobre 2007, Gonzalez brise le record de touchdowns à la réception pour un tight end sur sa carrière précédemment détenu par Shannon Sharpe, et dépasse par la même occasion celui de Ozzie Newsome de yards à la réception pour un tight end. Le 23 décembre, il totalise ainsi plus de 1 000 yards à la réception sur l'ensemble d'une saison pour la troisième fois, et égalise ainsi les exploits de Kellen Winslow, Todd Christensen et Shannon Sharpe. Il continue peu après en dépassant le nombre de réception sur l'ensemble d'une carrière de tight end de Shannon Sharpe, le 30 décembre.
Durant la semaine 4 de la saison 2008, Gonzalez devient le leader de l'histoire de la NFL en termes de yards à la réception pour un tight end, surpassant à nouveau Shannon Sharpe, avec 10 064 yards. Il enregistre 96 réceptions pour 1 058 yards sur cette saison et gagne un nouveau billet pour participer au Pro Bowl, pour la dixième fois, malgré le fait que Kansas City jongle entre trois quaterbacks différents pendant l'année. Au mois d'octobre, Gonzalez demande à être échangé dans une équipe prétendante au Super Bowl; le manager général Carl Peterson affirme qu'aucune équipe concourant pour les play-offs n'a formulé d'offre intéressante.
Gonzalez réitère par la suite sa demande lors de l'entre-saison. Le nouveau manager Scott Pioli laisse entrevoir un espoir et lui répond qu'il verra ce qu'il peut faire.

#### Falcons d'Atlanta

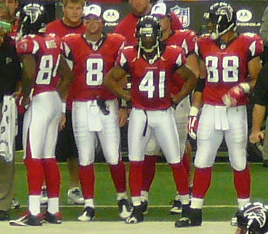
Tony Gonzalez avec Roddy White, Chris Redman et Antoine Harris.

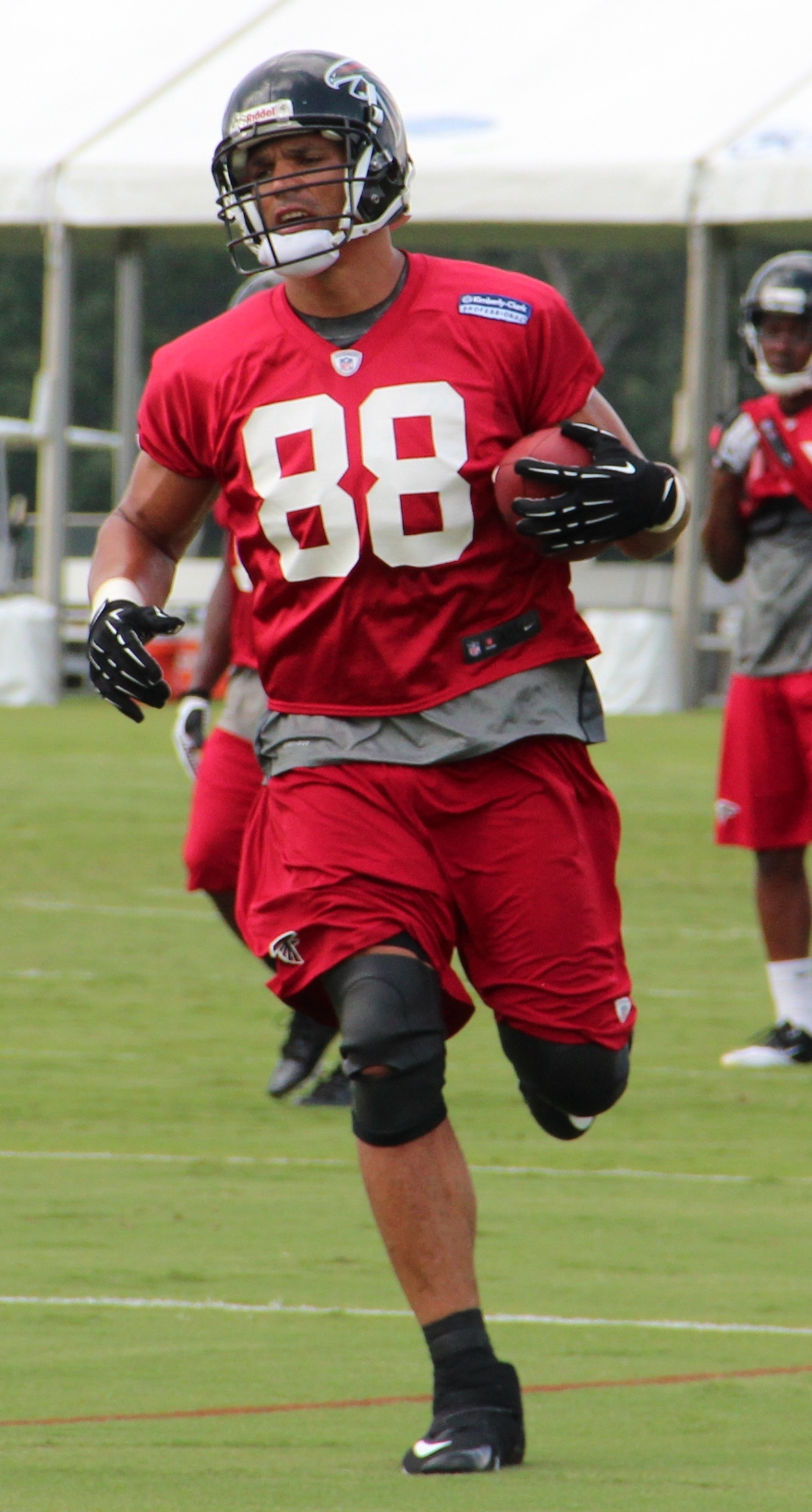
Tony Gonzalez au camp d'entraînement des Falcons de 2013.

Le 23 avril 2009, Tony Gonzalez est échangé aux Falcons d'Atlanta contre un choix du deuxième tour de la draft 2010. Pour son premier match officiel en tant que Falcon, il convertit une passe de Matt Ryan en touchdown et devient par la même occasion le 21e joueur de l'histoire de la NFL, ainsi que le premier à son poste, à dépasser les 11 000 yards à la réception. Il finit le match en menant Atlanta avec cinq réceptions pour 73 yards et un touchdown. Bien qu'il enregistre 83 réceptions pour 867 yards et 6 touchdowns, ces statistiques restent inférieures à ses performances chez les Chiefs, et Gonzalez n'est pas invité à jouer le Pro Bowl, pour la première fois depuis 10 ans.
À l'occasion du match d'ouverture de la saison 2010 contre les Steelers de Pittsburgh, Gonzalez fait la 1000e réception de sa carrière, faisant de lui le 7e joueur et premier tight end de l'histoire de la NFL à dépasser ce seuil. Il délivre sa meilleure performance en tant que Falcon deux semaines plus tard contre les champions en titre, les Saints de La Nouvelle-Orléans, en rattrapant 8 passes pour 110 yards ainsi qu'un touchdown permettant à son équipe de l'emporter dans le temps additionnel. Ses performances de 2010 lui permettent de retrouver les projecteurs des play-offs; les Falcons ont en effet fini la saison régulière avec un bilan de 13-3 et un statut de tête de série. Une saison s'achevant malheureusement par une défaite infligée par les Packers de Green Bay, futurs champions.
À la suite de la grève de 2011 des propriétaires de franchises, Gonzalez songe à prendre sa retraite plutôt que d'attendre une saison entière avant de jouer. Une fois le lock-out achevé, il déclare qu'il pense fermement qu'il peut encore jouer trois saisons de plus, et qu'il attend avec impatience de défendre à nouveau les couleurs des Falcons, considérés alors comme des sérieux prétendants au Super Bowl.
Son contrat arrivant à son terme à l'issue de l'exercice sportif 2011, il signe le 1er janvier 2012 une extension de contrat d'un an pour 7 millions de dollars, annonçant son intention de jouer au moins une saison de plus. Pour l'ouverture de la saison 2012, Gonzalez foule la pelouse de l'Arrowhead Stadium pour y affronter ses anciens coéquipiers pour la première fois depuis son départ, qui se conclura par une victoire des Falcons. Gonzalez inscrit durant l'année son 100e touchdown après réception le 11 novembre 2012, contre les Saints de La Nouvelle-Orléans durant la semaine 10, gagnant ainsi le statut de seul tight end de NFL à franchir ce seuil. Le 13 janvier 2013, Gonzalez gagne le premier match de play-off de sa carrière, avec la victoire des Falcons contre les Seahawks de Seattle sur le score de 30-28.
Tout au long de cette saison 2012, il semble décidé à prendre sa retraite. Décision qu'il changera, avec la signature de son nouveau contrat de deux ans pour 14 millions de dollars, malgré le fait qu'il avait annoncé par le passé se retirer après cette même saison. Gonzalez dispute le dernier match de NFL de sa carrière contre les Panthers de la Caroline le 29 décembre 2013. Il bénéficie néanmoins d'un ultime sursis: le tight end Vernon Davis des 49ers de San Francisco ayant décliné l'invitation au Pro Bowl, Gonzalez est appelé à le remplacer dans l'effectif de l’événement. Avec cette 14e et dernière participation, il égale ainsi le record de Bruce Matthews et Merlin Olsen de nombre de sélections au Pro Bowl.
Il est officiellement libéré de l'effectif des Falcons le 11 mars 2014. En 2019, dès sa première année d'éligibilité, Gonzalez est introduit au Pro Football Hall of Fame, un accomplissement reconnaissant son influence sur le poste de tight end et sa longue et productive carrière dans la ligue professionnelle.

#### Records
Chiefs de Kansas City
- Plus grand nombre de réceptions en carrière : 916
- Plus grand nombre de yards gagnés en réception en carrière : 10 940
- Plus grand nombre de touchdowns marqués en réception en carrière : 76
- Plus grand nombre de yards gagnés à partir de la ligne de scrimmage en carrière : 10 954
- Plus grand nombre de matchs consécutifs avec au moins une réception réussie : 130

NFL
- Premier tight end à atteindre les 15 000 yards à la réception
- Plus grand nombre de yards gagnés en réception en carrière en tant que tight end : 15 127
- Plus grand nombre de réception en carrière en tant que tight end : 1325
- Plus grand nombre de touchdowns marqués en réception en carrière en tant que tight end : 111
- Plus grand nombre de saisons avec plus de 1000 yards gagnés en réception par un tight end : 4
- Plus grand nombre de saisons consécutives avec plus de 2 touchdowns : 17 (1997-2013)
- Plus grand nombre de saisons consécutives avec plus de 2 touchdowns marqués en réception : 17 (1997-2013)
- Plus grand nombre de saisons consécutives avec plus de 30 réceptions : 17 (1997-2013)
- Plus grand nombre de saisons consécutives avec plus de 40 réceptions : 16 (1998-2013)
- Plus grand nombre de saisons consécutives avec plus de 50 réceptions : 16 (1998-2013)
- Plus grand nombre de saisons consécutives avec plus de 60 réceptions : 15 (1999-2013)
- Plus grand nombre de saisons consécutives avec plus de 70 réceptions : 11 (2003-2013)
- Plus grand nombre de saisons avec plus de 70 réceptions : 14 (1999-2001, 2003-2013)
- Plus grand nombre de saisons consécutives avec plus de 500 yards à la réception : 16 (1998-2013)
- Plus grand nombre de saisons consécutives avec plus de 600 yards à la réception : 16 (1998-2013)
- Plus grand nombre de titularisations consécutives en tant que tight end : 120
- Plus grand nombre de sélections au Pro Bowl : 14
- Plus grand nombre de réceptions sur l'ensemble des Pro Bowl : 42
- Plus grand nombre de touchdowns sur l'ensemble des Pro Bowl : 6
- Troisième plus grand nombre de réceptions pour une carrière NFL
- Deuxième plus grand nombre de matchs consécutifs avec au moins une réception : 211

#### Statistiques
| Année              | Équipe                | MJ                 |       | Passes réceptionnées | Passes réceptionnées | Passes réceptionnées | Passes réceptionnées |       | Courses | Courses | Courses | Courses |  | Fumbles | Fumbles |
| Année              | Équipe                | MJ                 | Nb.   | Yards                | Moy.                 | TD                   | Nb.                  | Yards | Moy.    | TD      | Nb.     | Perdus  |  |         |         |
| 1997               | Chiefs de Kansas City | 16                 | 33    | 368                  | 11,2                 | 2                    | -                    | -     | -       | -       | 0       | 0       |  |         |         |
| 1998               | Chiefs de Kansas City | 16                 | 59    | 621                  | 10,5                 | 2                    | -                    | -     | -       | -       | 3       | 1       |  |         |         |
| 1999               | Chiefs de Kansas City | 15                 | 76    | 849                  | 11,2                 | 11                   | -                    | -     | -       | -       | 2       | 1       |  |         |         |
| 2000               | Chiefs de Kansas City | 16                 | 93    | 1 203                | 12,9                 | 9                    | -                    | -     | -       | -       | 0       | 0       |  |         |         |
| 2001               | Chiefs de Kansas City | 16                 | 73    | 917                  | 12,6                 | 6                    | 1                    | 9     | 9       | 0       | 0       | 0       |  |         |         |
| 2002               | Chiefs de Kansas City | 16                 | 63    | 773                  | 12,3                 | 7                    | -                    | -     | -       | -       | 0       | 0       |  |         |         |
| 2003               | Chiefs de Kansas City | 16                 | 71    | 916                  | 12,9                 | 10                   | -                    | -     | -       | -       | 0       | 0       |  |         |         |
| 2004               | Chiefs de Kansas City | 16                 | 102   | 1 258                | 12,3                 | 7                    | 1                    | 5     | 5       | 0       | 0       | 0       |  |         |         |
| 2005               | Chiefs de Kansas City | 16                 | 78    | 905                  | 11,6                 | 2                    | -                    | -     | -       | -       | 0       | 0       |  |         |         |
| 2006               | Chiefs de Kansas City | 15                 | 73    | 900                  | 12,3                 | 5                    | -                    | -     | -       | -       | 1       | 0       |  |         |         |
| 2007               | Chiefs de Kansas City | 16                 | 99    | 1 172                | 11,8                 | 5                    | -                    | -     | -       | -       | 0       | 0       |  |         |         |
| 2008               | Chiefs de Kansas City | 16                 | 96    | 1 058                | 11                   | 10                   | -                    | -     | -       | -       | 0       | 0       |  |         |         |
| 2009               | Falcons d'Atlanta     | 16                 | 83    | 867                  | 10,4                 | 6                    | -                    | -     | -       | -       | 0       | 0       |  |         |         |
| 2010               | Falcons d'Atlanta     | 16                 | 70    | 656                  | 9,4                  | 6                    | -                    | -     | -       | -       | 0       | 0       |  |         |         |
| 2011               | Falcons d'Atlanta     | 16                 | 80    | 875                  | 10,9                 | 7                    | -                    | -     | -       | -       | 0       | 0       |  |         |         |
| 2012               | Falcons d'Atlanta     | 16                 | 93    | 930                  | 10                   | 8                    | -                    | -     | -       | -       | 0       | 0       |  |         |         |
| 2013               | Falcons d'Atlanta     | 16                 | 83    | 859                  | 10,3                 | 8                    | -                    | -     | -       | -       | 0       | 0       |  |         |         |
| Totaux en carrière | Totaux en carrière    | Totaux en carrière | 1 325 | 15 127               | 11,4                 | 111                  | 2                    | 14    | 7       | 0       | 6       | 2       |  |         |         |

## Vie personnelle

### Apparitions télévisées
- Arliss (2000)
- The Jersey (2000)
- Married to the Kellys (2004)
- Hard Knocks - Training Camp with the Kansas City Chiefs (2007)
- Oprah Winfrey's The Big Give (2008) - Judge
- Les Frères Scott (2010)
- NCIS: enquêtes spéciales (saison 12) - Agent spécial du NCIS Tony Francis (2014)